# Vườn bách thảo Singapore

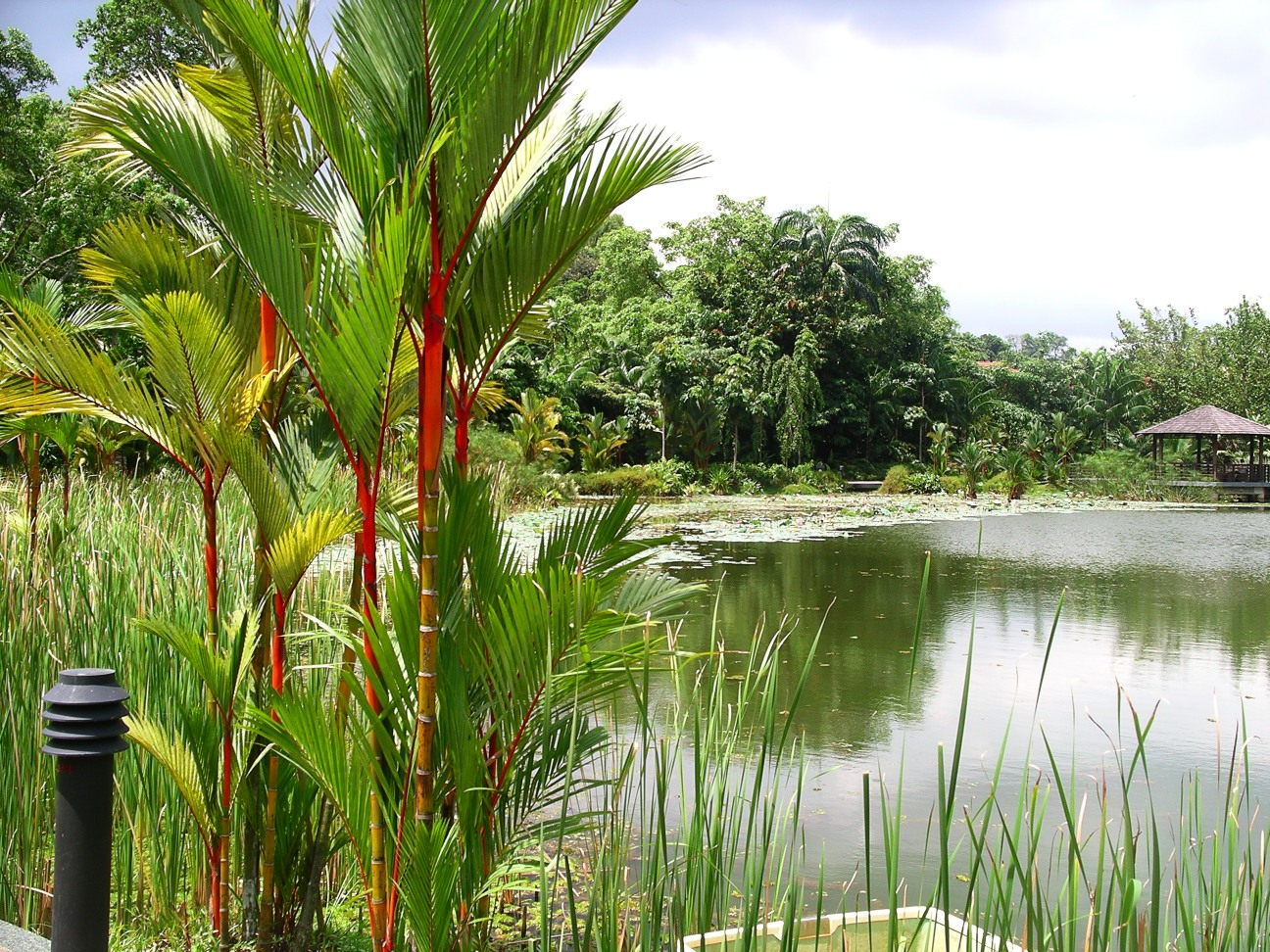
Hồ Symphony trong Vườn bách thảo Singapore.

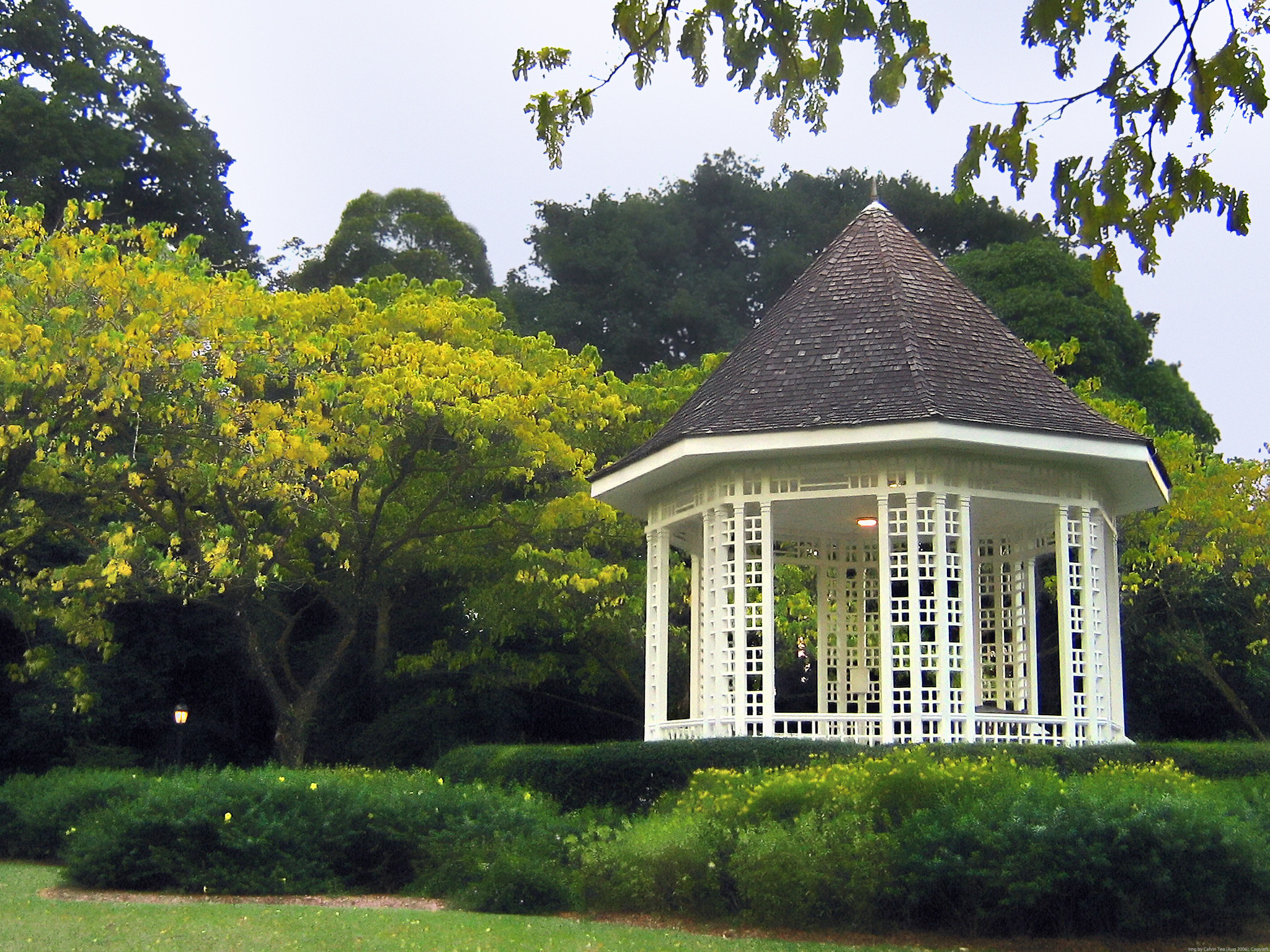
Âm nhạc được chơi tại vọng lâu, nó được gọi là Bandstand của Vườn bách thảo trong những năm 1930

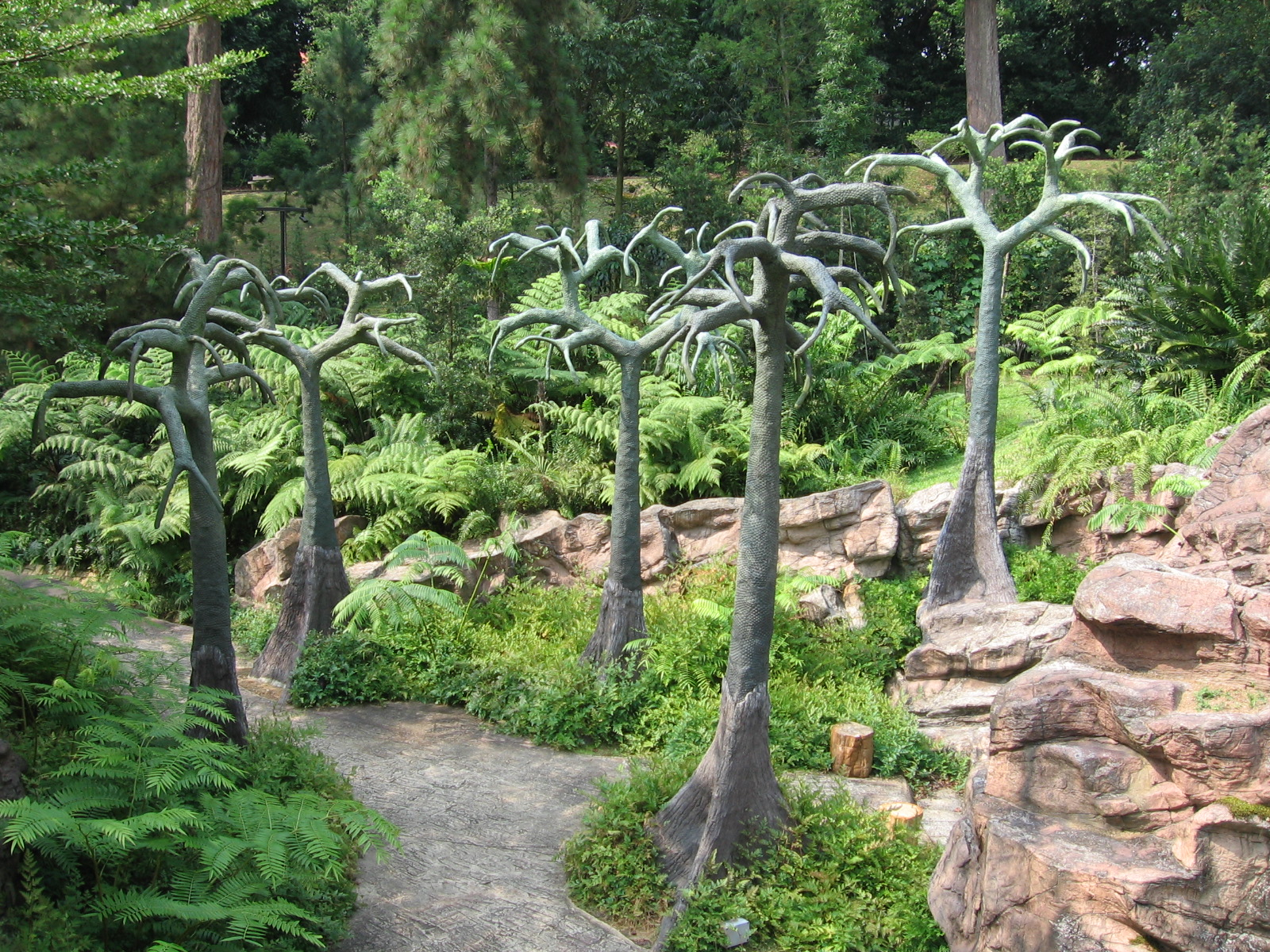
Bản sao gốc của loài Lepidodendrons hay còn được biết đến là Thông đất tại Vườn tiến hóa.

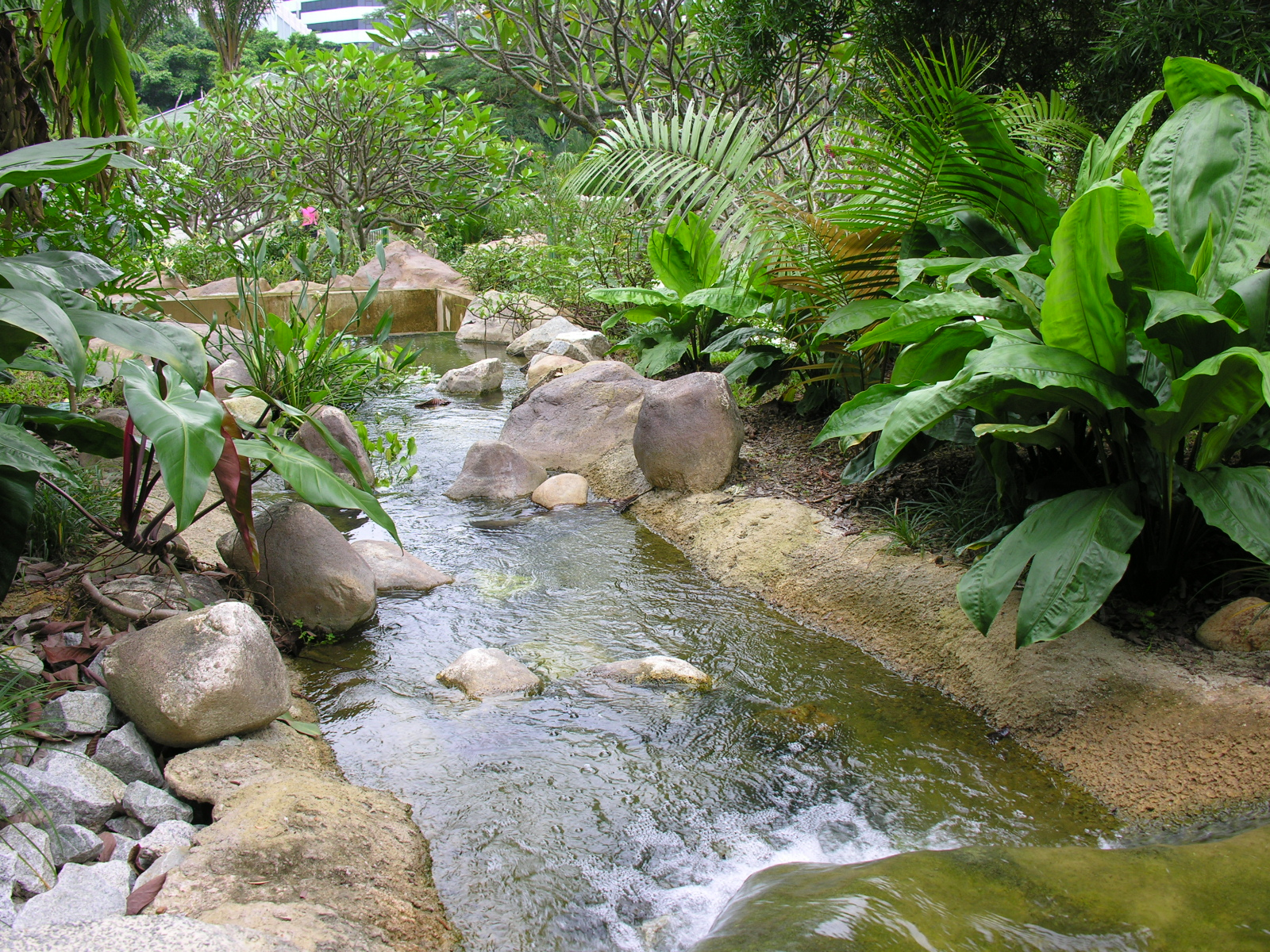
Một trong những điểm thu hút mới hơn là suối Saraca trong vùng lõi Tanglin

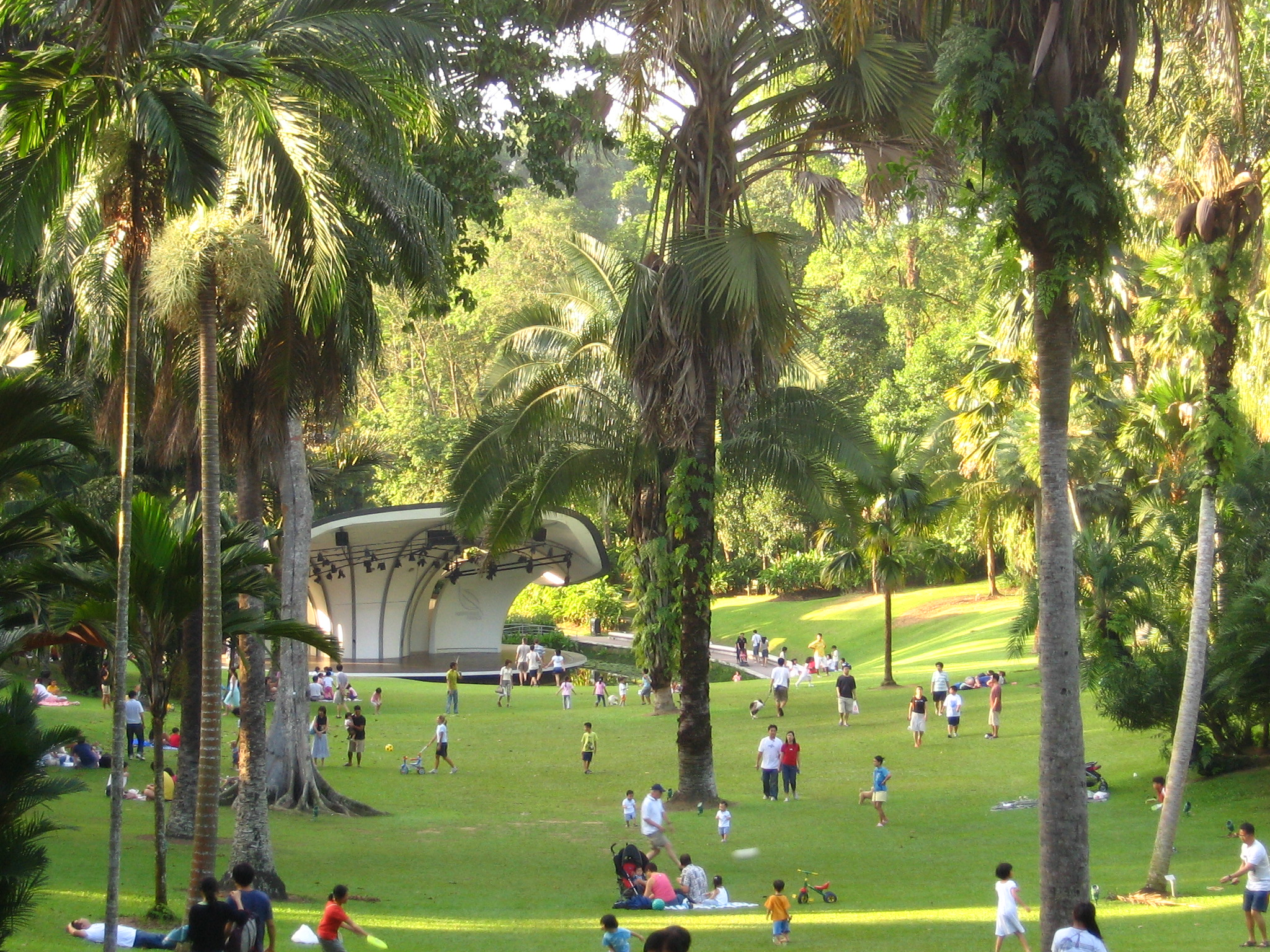
Những thảm cỏ xanh mướt của Palm Valley là một điểm phổ biến cho những buổi dã ngoại và các buổi hòa nhạc ngoài trời

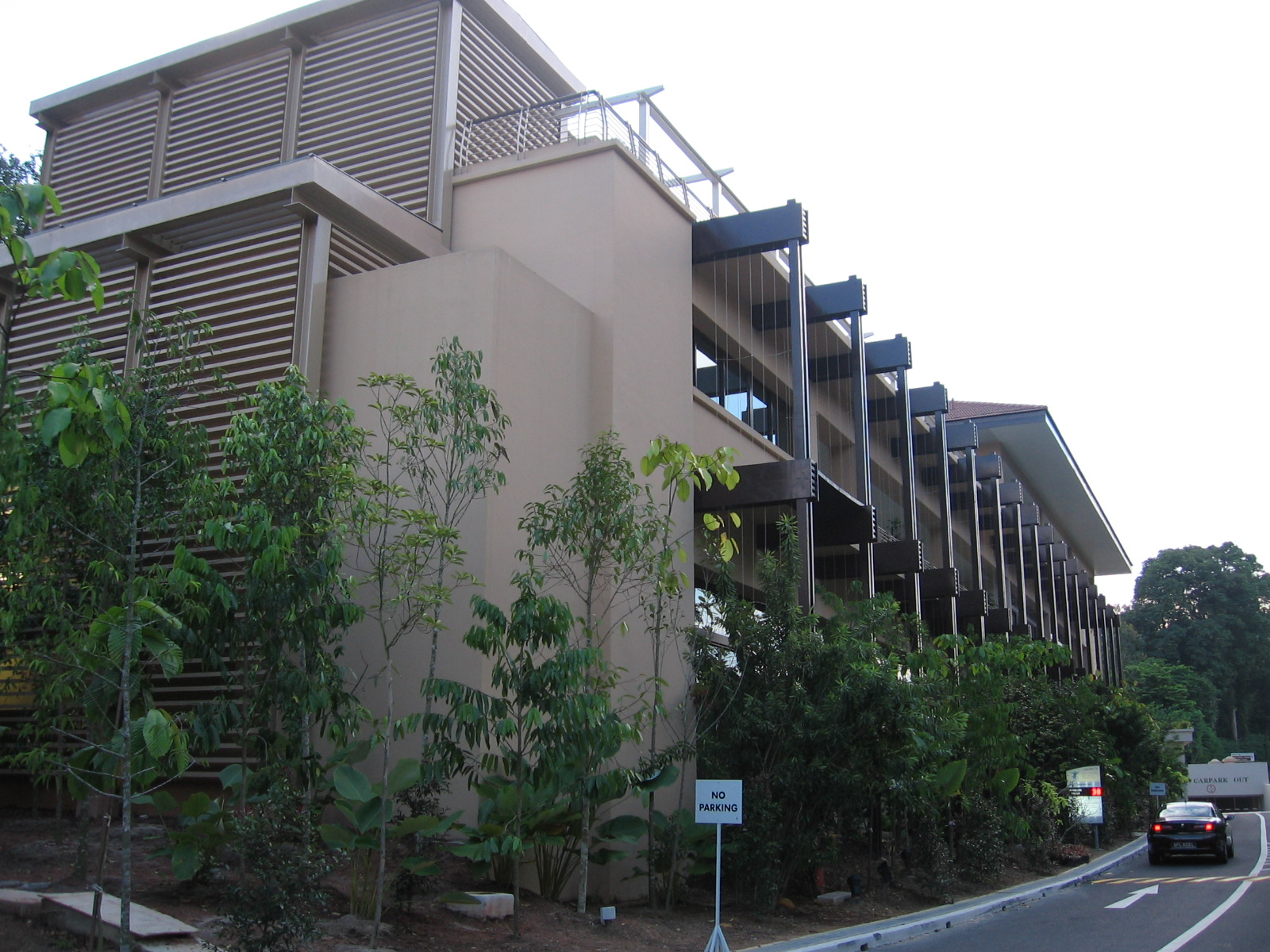
Tòa nhà văn phòng (Botany Hall 1) ở vùng lõi Tanglin

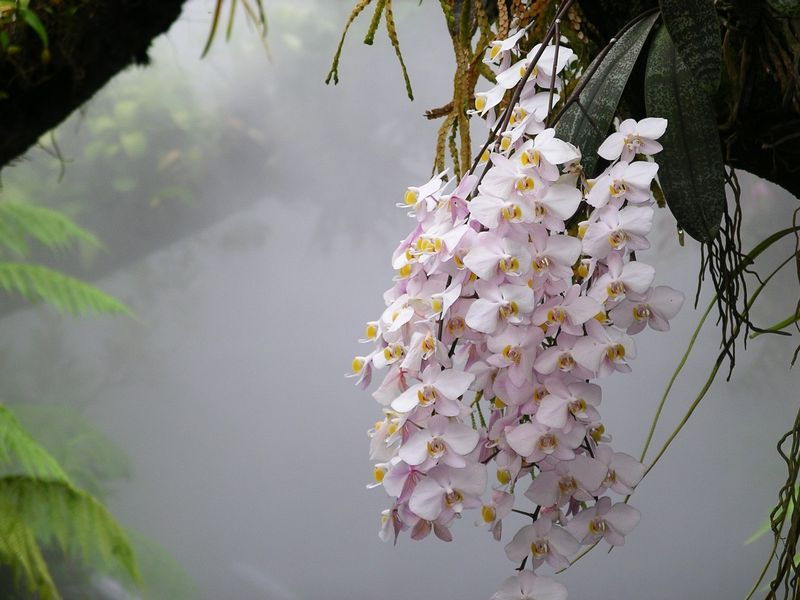
Phalaenopsis philippinensis là loài lan phát triển trong nhà sương mù.

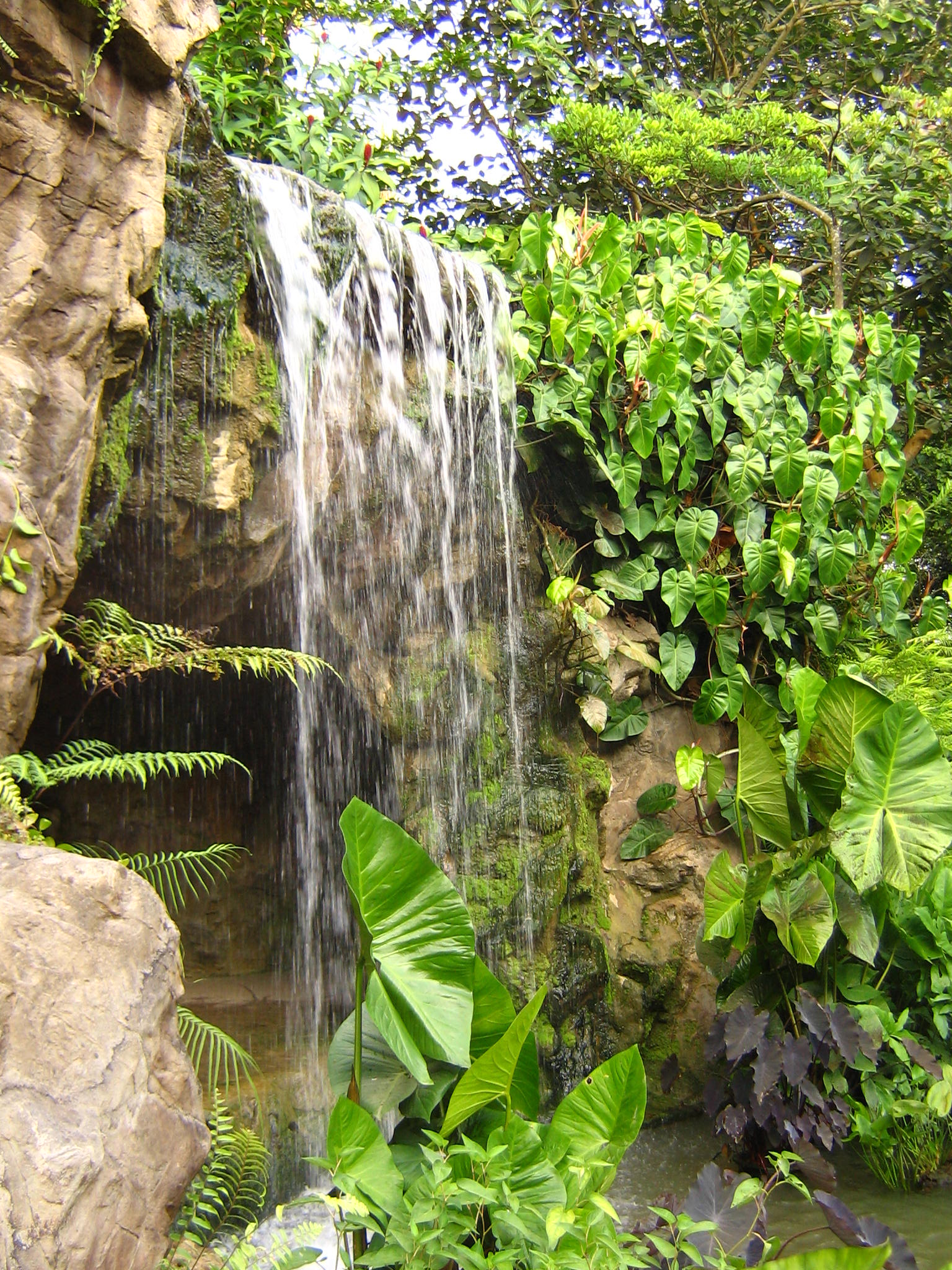
Thác nước trong Vườn Gừng.

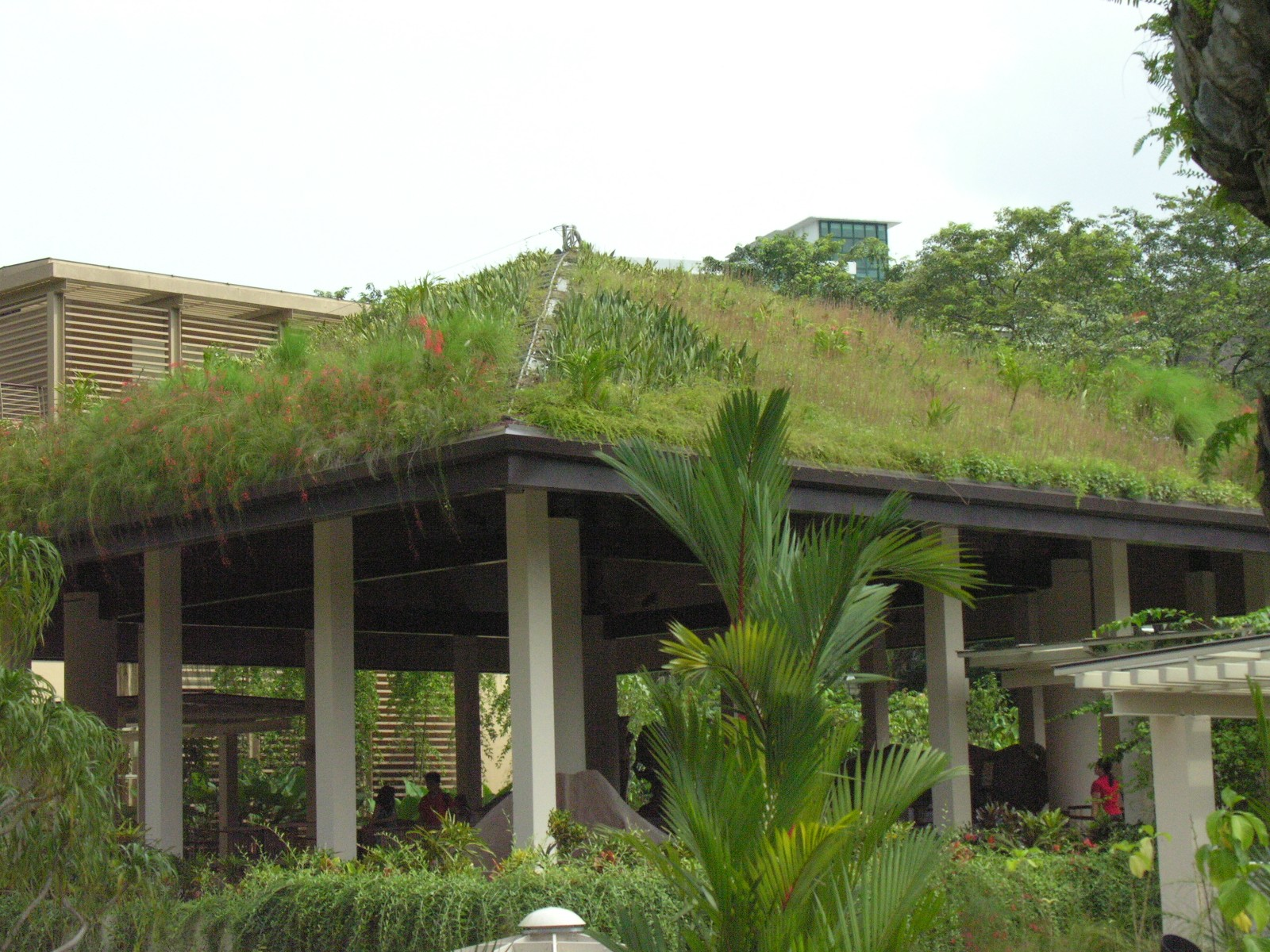
"Mái nhà xanh" đầu tiên của Singapore tại Green Pavilion

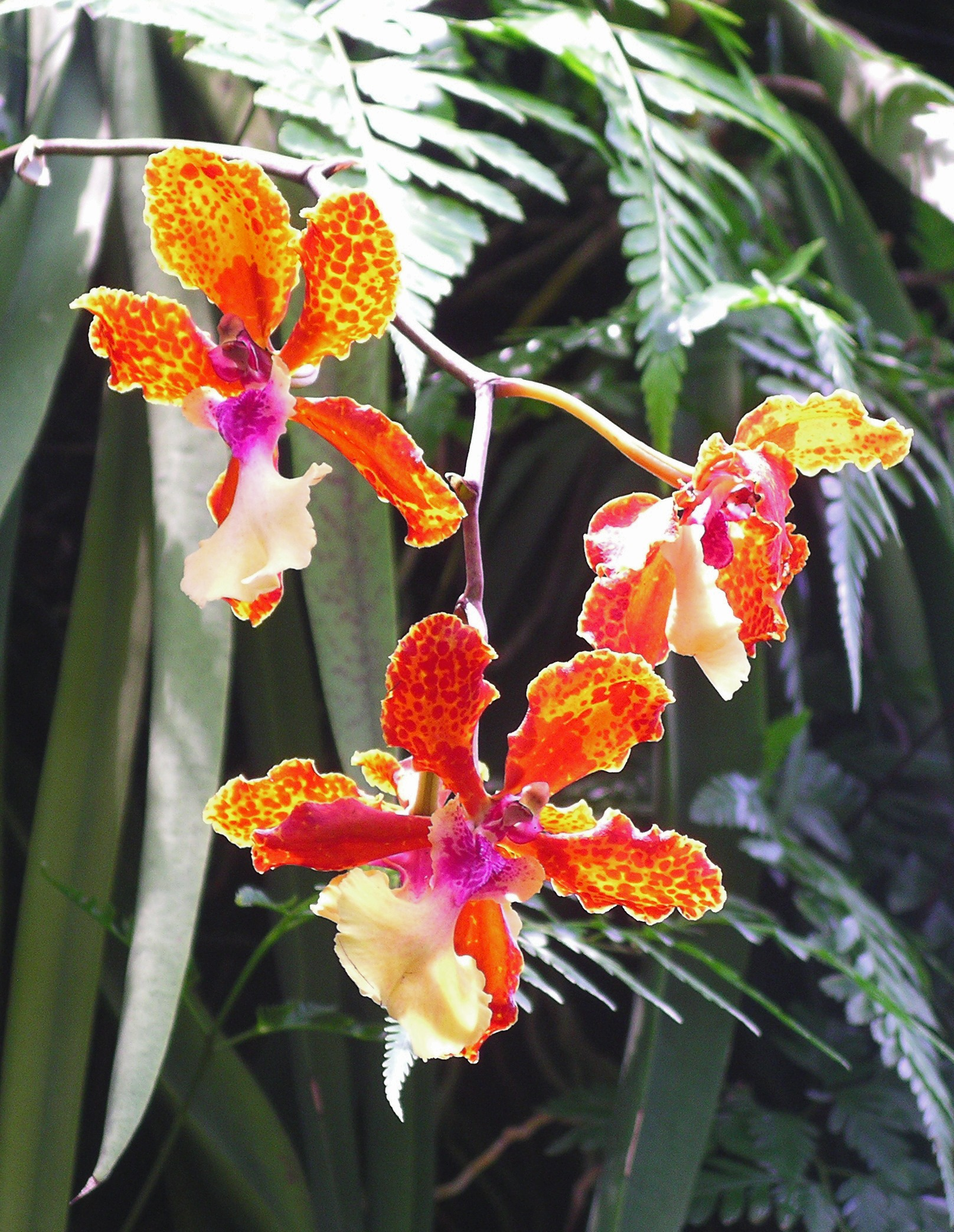
Một loài lan khoe sắc trong Vườn Lan Quốc gia

Vườn bách thảo hay Vườn thực vật Singapore (tiếng Mã Lai: Taman Botanik Singapura hoặc Kebun Botani Singapura) là một khu vườn bách thảo có diện tích 74 ha (183 Mẫu Anh) nằm ở đảo quốc Singapore. Đây là vườn bách thảo duy nhất trên thế giới mở cửa từ 5 giờ sáng đến 12 giờ đêm mỗi ngày, và cũng không thu phí vào cửa (trừ khu vực Vườn Lan Quốc gia). Vườn bách thảo được bao quanh bởi các đường Holland và Napier về phía nam, Cluny về phía đông, Tyersall Avenue và Cluny Park về phía tây, và Bukit Timah về phía bắc. Khoảng cách đo được từ đầu phía bắc tới nam là khoảng 2,5 km (1,6 mi). Tháng 12 năm 2012, khu vườn này đã được đề cử như là một Di sản dự kiến của UNESCO. Ngày 04 tháng 7 năm 2015, Khu vườn đã được chính thức công nhận là một Di sản thế giới của UNESCO. Đây là di sản thế giới đầu tiên của Singapore. Ngoài ra, khu vườn cũng là vườn nhiệt đới đầu tiên, vườn thực vật thứ ba trên thế giới có được danh hiệu này.

## Lịch sử
Tên ban đầu của nó là "Vườn thực nghiệm và Bách thảo" tại Singapore, được thành lập vào năm 1822 bởi Stamford Raffles (người đã thành lập ra Singapore hiện đại) trên khu vực Đồi Canning. Nhiệm vụ chính của khu vườn này là để đánh giá việc canh tác các loại cây trồng có tầm quan trọng và tiềm năng kinh tế bao gồm các loại trái cây, rau, gia vị và nguyên liệu khác. Tuy nhiên, khu vườn đầu tiên này đã đóng cửa vào năm 1829.
Mãi cho đến 30 năm sau đó, vườn bách thảo Singapore như hiện tại mới bắt đầu hình thành khi vào năm 1859, Hiệp hội Làm vườn Agri đã được chính quyền thực dân cấp 32 ha đất ở Tanglin, trong đó là một phần đất của thương gia Hoo Ah Kay (được gọi là Whampoa) để đổi lấy đất ở Boat Quay.
Lawrence Niven đã được thuê làm giám đốc đồng thời cũng là người thiết kế cảnh quan để biến những gì lúc bấy giờ là rừng nguyên sinh và đồn điền um tùm thành một công viên công cộng. Việc bố trí khu vườn như ngày nay phần lớn dựa trên thiết kế của Niven. Tuy nhiên, do kinh phí của Hội không đủ nên vào năm 1874, chính quyền thực dân đã tiếp quản khu vườn.
Cao su là giống cây trồng đầu tiên được trồng ở đây, khi được đem tới từ khu vườn Kew vào năm 1877. Nhà tự nhiên học Henry Nicholas Ridley, một trong những người đi đầu về trồng cao su đã trở thành giám đốc của khu vườn vào năm 1888. Thành công trong thí nghiệm của ông với cây cao su, Ridley thuyết phục người trồng qua Malaya để áp dụng phương pháp của mình. Kết quả thật đáng kinh ngạc, Malaya sau đó đã trở thành nhà sản xuất và xuất khẩu cao su tự nhiên số một thế giới.
Một số thành công khác bao gồm việc tiên phong lai giống Lan của Giáo sư Eric Holttum, giám đốc vườn từ 1925 đến 1949. Kỹ thuật của ông đã đưa Singapore trở thành một trong những trung tâm hàng đầu thế giới về trồng lan cho thương mại. Ngày nay, nó cũng là nơi có bộ sưu tập lớn nhất các loài thực vật nhiệt đới.
Trong khoảng thời gian Nhật chiếm đóng Singapore từ năm 1942-1945, Hidezo Tanakadate (田中館秀三), một giáo sư về địa chất tới từ Đại học Hoàng gia Tohoku đã qua để giám sát Vườn bách thảo Singapore và Bảo tàng Raffles. Ông là người đảm bảo rằng sẽ không có cướp bóc xảy ra trong tại Khu vườn và Bảo tàng. Cả hai tiếp tục hoạt động như các tổ chức khoa học. Holttum và Edred John Henry đã được thực tập trong vườn và hướng dẫn để tiếp tục công việc nghiên cứu của họ. Vườn cũng đã được đổi tên thành Vườn thực vật Chiêu Nam (昭南植物園). Cuối năm đó, Tiến sĩ Kwan Koriba (郡場寛), một giáo sư thực vật học đã nghỉ hưu tới từ Đại học Hoàng gia Kyoto trở thành Giám đốc của vườn cho đến khi kết thúc chiến tranh.
Sau chiến tranh, khu vườn được trao lại quyền kiểm soát cho người Anh. Khu vườn đã đóng một vai trò quan trọng trong quá trình chiến dịch "làm xanh Singapore" và "Garden City" trong những năm đầu mới độc lập.

## Danh lam thắng cảnh

### Vườn Lan Quốc gia
Vườn Lan Quốc gia là điểm thu hút chính trong Vườn bách thảo. Nằm ở giữa phía tây của vườn, khu vực này có diện tích 3 ha là đồi núi, bao gồm một bộ sưu tập của hơn 1.000 loài lan tự nhiên và 3000 loài lai tạo.
Vườn Lan Quốc gia bao gồm một số điểm tham quan chính như sau:
- Burkill Hall và Vườn Lan VIP: Burkill Hall là một ngôi nhà gỗ giữa khu vực rừng bản địa được xây dựng vào năm 1886. Nó từng là nhà của Giám đốc khu vườn và tên của nó được đặt để vinh danh hai cha con duy nhất đã từng giữ vị trí Giám đốc của Vườn bách thảo Singapore, Isaac và Humphrey Burkill. Tầng trệt của ngôi nhà phục vụ như là một khu vực triển lãm, trưng bày các thông tin về các giống lan lai khác nhau được đặt theo tên các nhân vật quan trọng đã từng đến thăm khu vườn.

Ở mặt sau của Burkill Hall là Vườn Lan VIP, là nơi có các giống lai của một số các loài lan VIP được trưng bày. Đáng chú ý trong số này phải kể đến Dendrobium Margaret Thatcher, Renantanda Akihito, Dendrobium Masako Kotaishi Hidenka, Dendrobium Elizabeth và Vanda Gloria Macapagal-Arroyo.
- Orchidarium:  Một thiên đường cho những người đam mê hoa lan, Orchidarium trưng bày cả trong nhà lẫn ngoài trời các loài hoa lan tự nhiên giữa một khung cảnh nhiệt đới.
- Nhà sương mù Tan Hoon Siang: Tan Hoon Siang là con của Tan Tock Seng, từng là một nhà từ thiện và người sáng lập ra Bệnh viện Tan Tock Seng. Nhà sương mù là nơi chứa bộ sưu tập đầy màu sắc của nhiều giống lai khác nhau. Ngoài ra, nó cũng có một bộ sưu tập nhỏ của các loài hoa lan thơm như Vanda Mimi Plame.
- Nhà trưng bày họ Dứa Lady Yuen-Peng McNeice: Đây là nơi trưng bày các loài cây trong Họ Dứa. Bộ sưu tập độc đáo này được mua lại từ Vườn Lan Shelldance ở Hoa Kỳ vào năm 1994.
- Nhà mát (Coolhouse): Đây là nơi tái tạo lại môi trường của một khu rừng cao nguyên nhiệt đới, nơi đây trưng bày các loài hoa lan mà thường chỉ được tìm thấy ở các vùng cao nguyên nhiệt đới.

### Khu Rừng nhiệt đới
Vườn bách thảo Singapore có một diện tích rừng mưa nhiệt đới khoảng 6 ha, và cũng là khu vực thành phần rộng nhất. Khu rừng nhiệt đới và "anh em họ" của nó lớn hơn chính là Khu bảo tồn thiên nhiên Bukit Timah đều nằm trong thành phố. Singapore cũng là một trong hai thành phố lớn có khu rừng mưa nhiệt đới trong địa giới thành phố. Thành phố còn lại chính là Rio de Janeiro với Rừng Tijuca.

### Vườn Gừng
Vườn Gừng (Ginger Garden) có diện tích 1 ha nằm ngay bên cạnh Vườn Lan Quốc gia. Đây là nơi tập hợp của  250 loài thành viên thuộc Họ Gừng. Nó được chia thành các khu vực đặc biệt, nơi người ta có thể tìm thấy các loài được chia theo các chủ đề như vẻ đẹp, công dụng, hoặc xuất xứ. Khu vườn có một nhà hàng mang tên Halia Restaurant. Tại đây có một con đường đi bộ Tyersall Avenue cùng một thác nước. Khu vườn đã được chính thức khai trương vào năm 2003 để lấp chỗ trống xung quanh vườn lan trước đây.

### Trung tâm Thực vật học và Cổng Tanglin
Việc mở cửa trở lại cổng Tanglin đã đưa ra một cái nhìn mới cho khu vườn thay vì việc trước đây du khách phải đi qua cửa cũ. Cánh cổng có hình những chiếc lá và cánh cây uốn lượn với tông màu bạc hiện đại.
Hai khối văn phòng ở khu vực này là Trung tâm Thực vật học. Tại đây là Thư viện thực vật học, trung tâm nghiên cứu và phòng mẫu thực vật (mẫu khô). Ngoài ra, tại đây còn có vườn ươm các loài lan, vi nhân giống, khu vực tổ chức giáo dục và họp hội thảo.
Các hành lang và lối đi của Trung tâm Thực vật học được bao phủ bởi những hình thù của lá cây. Ngoài ra còn có một số chạm khắc bằng gỗ nằm rải rác xung quanh, và một bức tường thẳng đứng phủ dương xỉ.
The Green Pavilion là "mái nhà xanh" đầu tiên tại Singapore. Cỏ dại mọc thành thảm cỏ xanh tươi trên mái dốc. Phía dưới mái nhà này là nơi có quầy dịch vụ khách cũng như một quán cà phê, đồ ăn nhanh.
Các văn phòng của các cựu giám đốc vườn bách thảo, cụ thể là Holttum Hall (Eric Holttum, Giám đốc vườn từ năm 1925-1949) và Ridley Hall (nơi Henry Nicholas Ridley, Giám đốc đầu tiên của vườn làm việc từ 1888-1911) đã được bảo tồn và bây giờ được gọi là Bảo tàng Di sản Vườn bách thảo Singapore và Ridley Hall (một không gian chức năng).

### Vườn trẻ em Jacob Ballas
Vườn trẻ em được đặt theo tên nhà tài trợ chính Jacob Ballas, một nhà từ thiện người Do Thái-Singapore đã mất vào năm 2004.
Được xây dựng với chi phí 7 triệu Đô la Singapore (trong số 99 triệu mà Jacob Ballas và các nhà tài trợ đã ủng hộ), khu vườn nằm ở tận cùng phía bắc, nơi có không khí yên tĩnh hơn. Nó có trung tâm du khách riêng với một quán cà phê. Nó chính thức mở cửa vào ngày 1 tháng 10 năm 2007. Ban Công viên quốc gia Singapore tuyên bố đó là Vườn trẻ em đầu tiên của châu Á. Tại đây các khu vui chơi như các khu vực chơi trò chơi nước, một sân chơi nhỏ, nhà cây với đường trượt và một mê cung. Ngoài ra còn có những cuộc triển lãm tương tác dạy về cách thức quang hợp của cây xanh, một khu mini giới thiệu các loại thực vật hữu ích, thảo mộc.
Tại Trung tâm du khách có một tác phẩm điêu khắc của nghệ sĩ Israel Zodok Ben-David. Bức tượng có tên là Mystree, nó đã được ủy quyền bởi bảo tàng Yad Vashem vào năm 2010. Từ một khoảng cách, tác phẩm điêu khắc có hình một cái cây, nhưng đó là sự kết nối của 500 hình người với nhau.
Mặc dù nó là một phần của Vườn bách thảo, tuy nhiên Vườn trẻ em có lối vào riêng của mình trên đường Bukit Timah.

### Vườn tiến hóa
Vườn tiến hóa (Evolution Garden) rộng khoảng 1,5 ha, nằm tại trung tâm của vườn bách thảo Singapore. Nó là nơi cho du du khách nghe những câu chuyện tuyệt vời về cách thức thực vật đã cho chúng ta sự sống, thực vật đã phát triển thành những dạng sống phức tạp và tồn tại cho đến ngày hôm nay. Khu vườn đưa du khách vào một cuộc du hành thời gian, từ thời cổ đại đến tận ngày nay.

### Các điểm hấp dẫn khác
Hàng cây nhiệt đới hai bên bờ suối Saraca uốn khúc chảy xuống một ngọn đồi nhỏ. Điểm nổi bật chính của dòng suối này là loài Vàng anh (Saraca cauliflora) và Vàng anh đỏ (Saraca declinata) mọc hai bên. Các điểm hấp dẫn khác bao gồm Valley Palm (thung lũng cọ), Bandstand (vọng lâu), Sun Garden và Sundial Garden.
Tại vườn bách thảo có ba hồ, cụ thể đó là hồ Symphony (hồ giao hưởng), Eco và Swan (hồ Thiên nga). Đúng như tên của nó, tại hồ Symphony là nơi thỉnh thoảng có các buổi hòa nhạc miễn phí vào cuối tuần. Các buổi biểu diễn đáng chú ý tới từ các Dàn nhạc giao hưởng Singapore và Singapore Chinese. Ngày 10 tháng 10 năm 2008, một bức tượng của nhà soạn nhạc Frédéric Chopin đã được khánh thành ngay phía nam của hồ Symphony.
Trụ sở của Hội đồng quản trị Ban Công viên quốc gia và Cơ quan quốc gia Singapore về bảo tồn đa dạng sinh học cũng nằm trong khuôn viên của Vườn bách thảo Singapore.

## Phát triển trong tương lai
Trong tương lai (mục tiêu là vào năm 2016), Rừng học tập (Learning Forest) sẽ giới thiệu các sản phẩm tốt nhất của các loài cây nhiệt đới phát triển dưới điều kiện địa phương. Đồng thời, nó sẽ giúp Vườn bách thảo trở thành một viện nghiên cứu, khu vực bảo tồn và giáo dục hàng đầu. Khách tham quan có thể chiêm ngưỡng bộ sưu tập độc đáo của các loại cây trồng thông qua các chủ đề khác nhau gồm cây khổng lồ, cây có hình thức thú vị, một bộ sưu tập bảo tồn các loài cây ăn quả và hạt quý hiếm cùng với một vườn tre.

## Hình ảnh

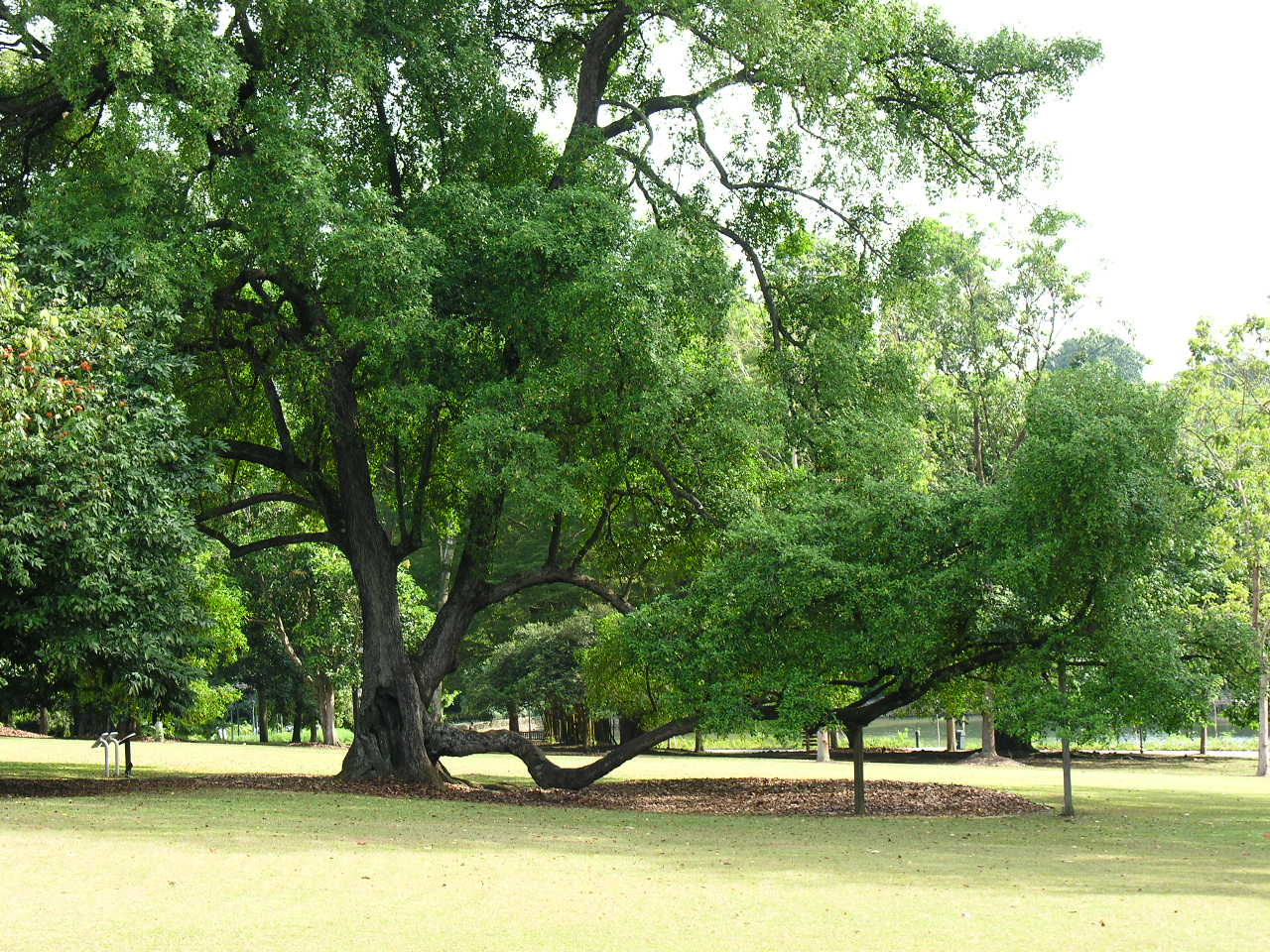
Trai lý (Faraea fragrans) là loài cây được in hình trên tờ 5 đô la Singapore tại Lawn E, vườn thực vật Singapore
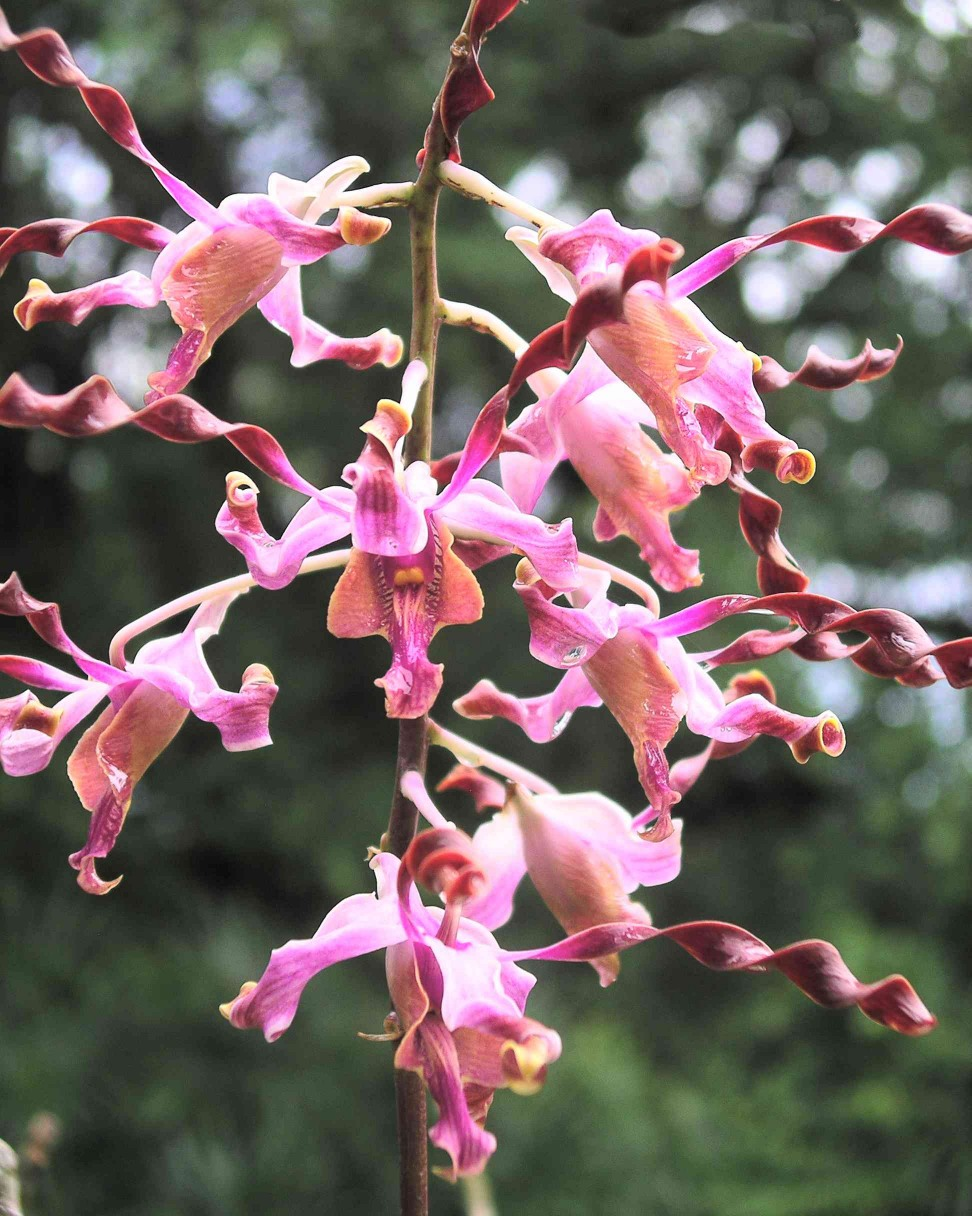
Dendrobium Margaret Thatcher
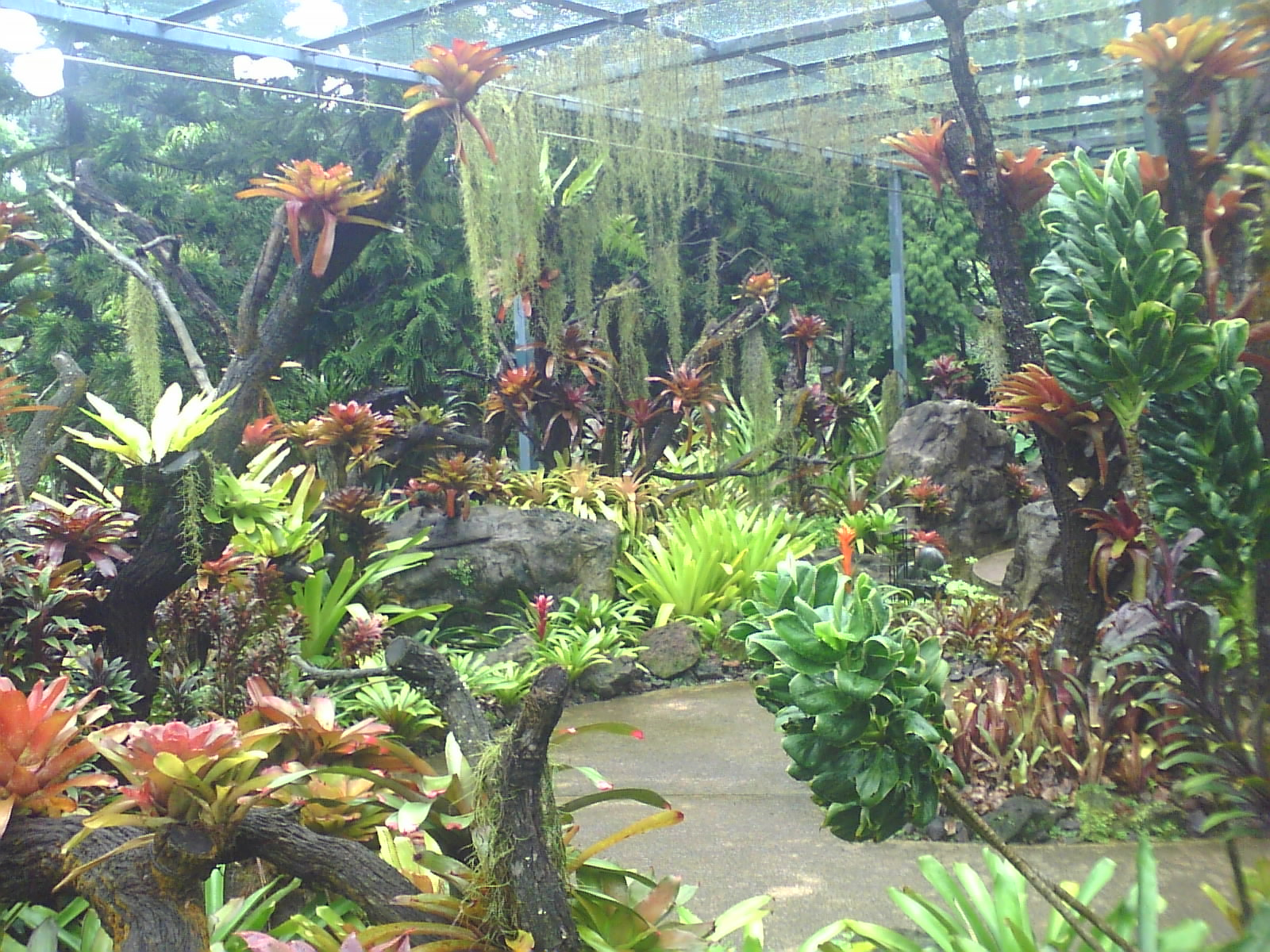
Nhà trưng bày các loài cây họ Dứa Yuen-Peng McNeice
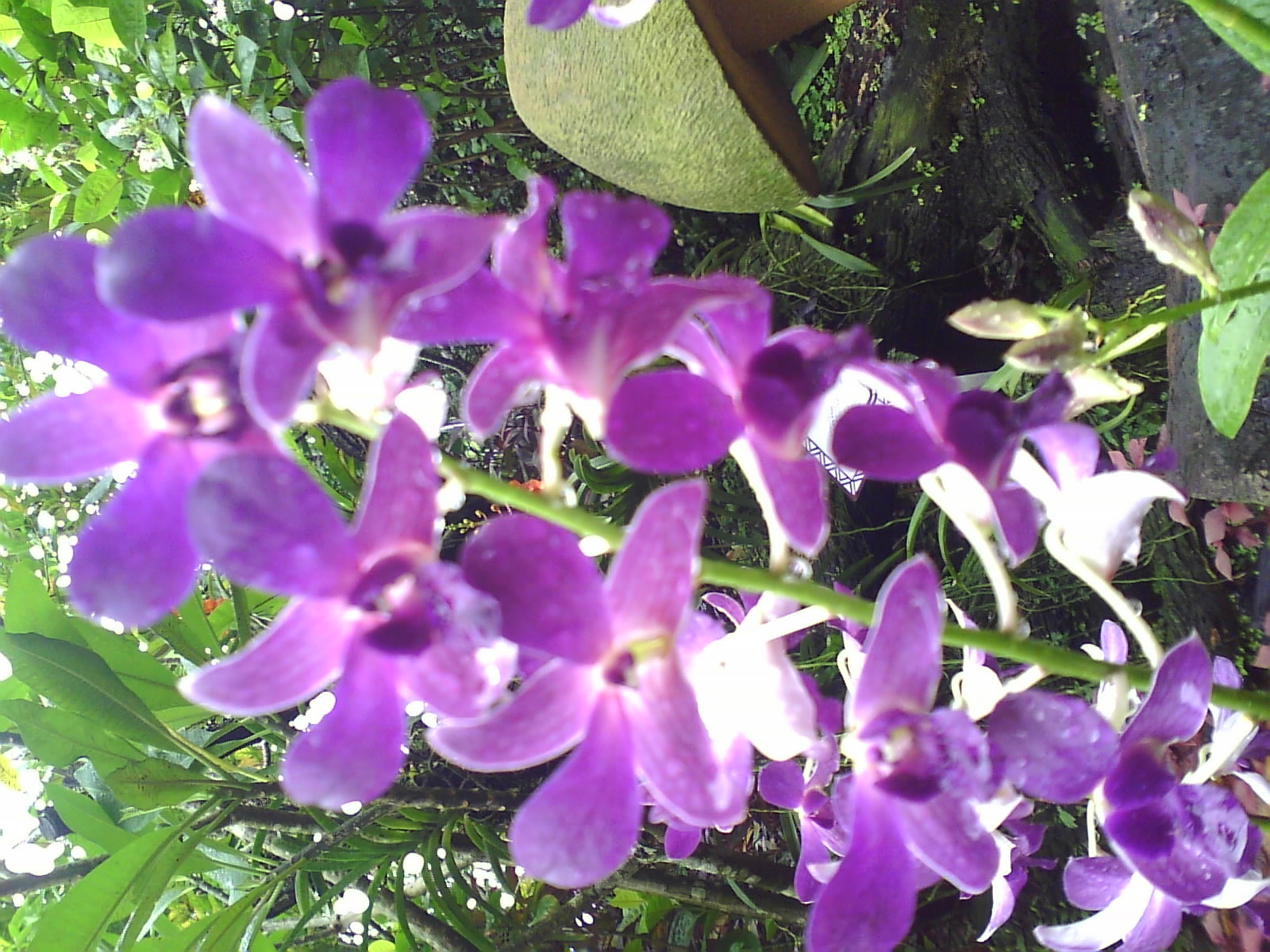
Dendrobium Bae Yong-joon, một giống cây phong lan được đặt tên theo diễn viên Hàn Quốc
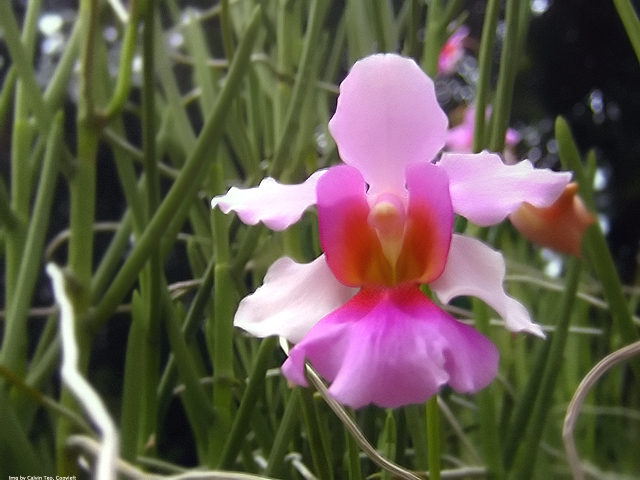
Vanda Miss Joaquim, quốc hoa của Singapore
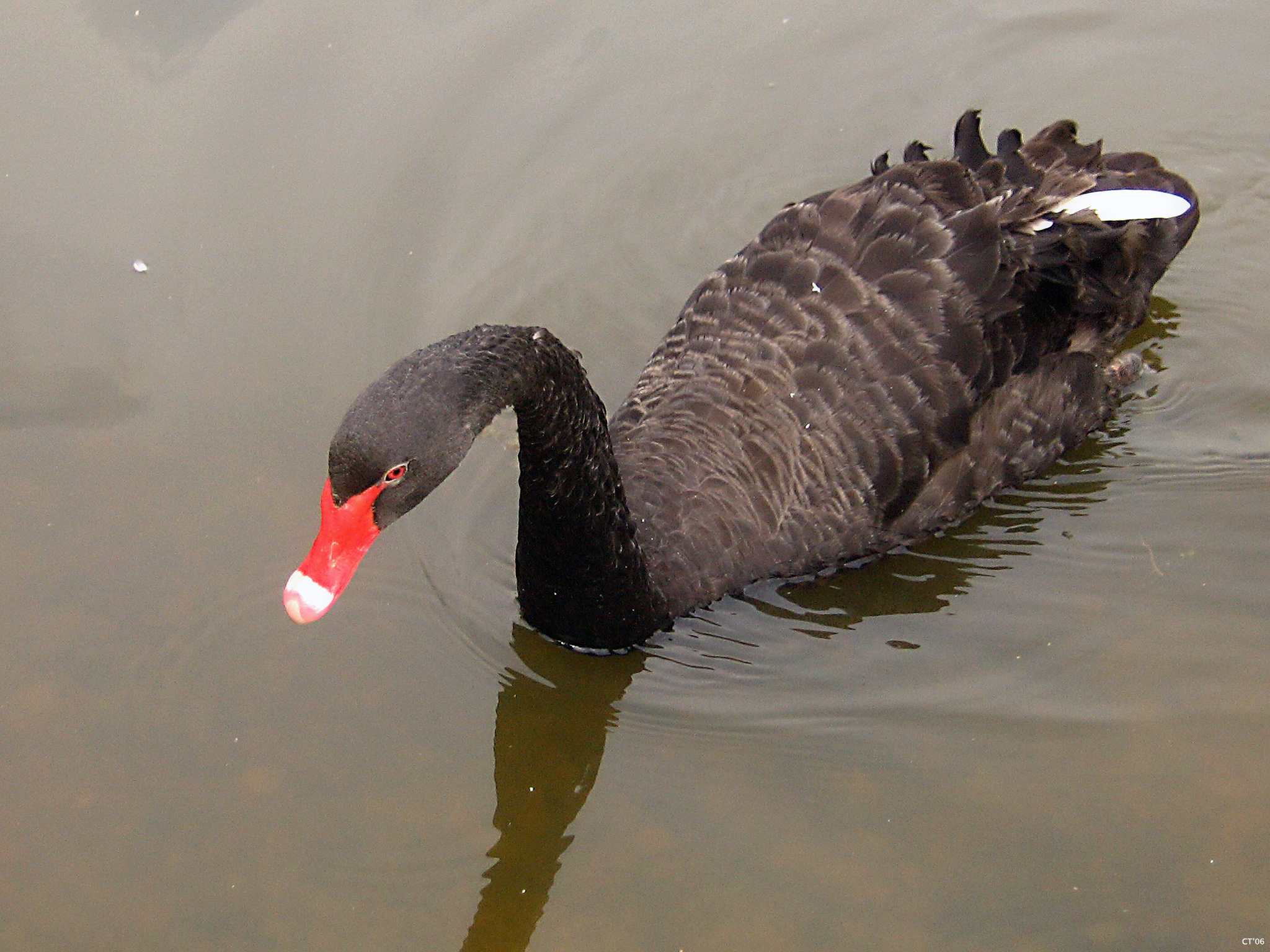
Thiên nga đen tại Hồ Eco
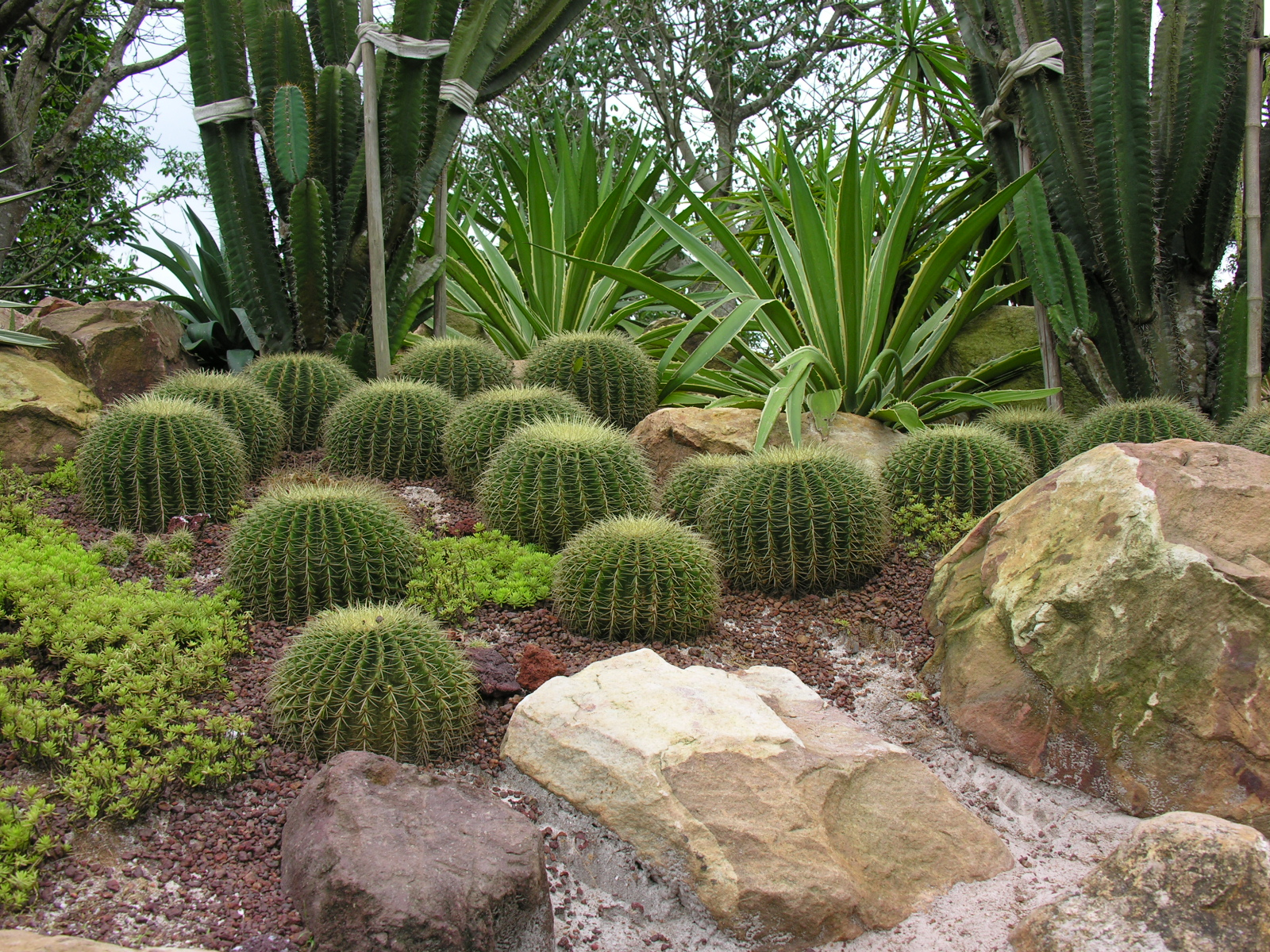
Sun Garden (trước đây được gọi là Sun Rockery)
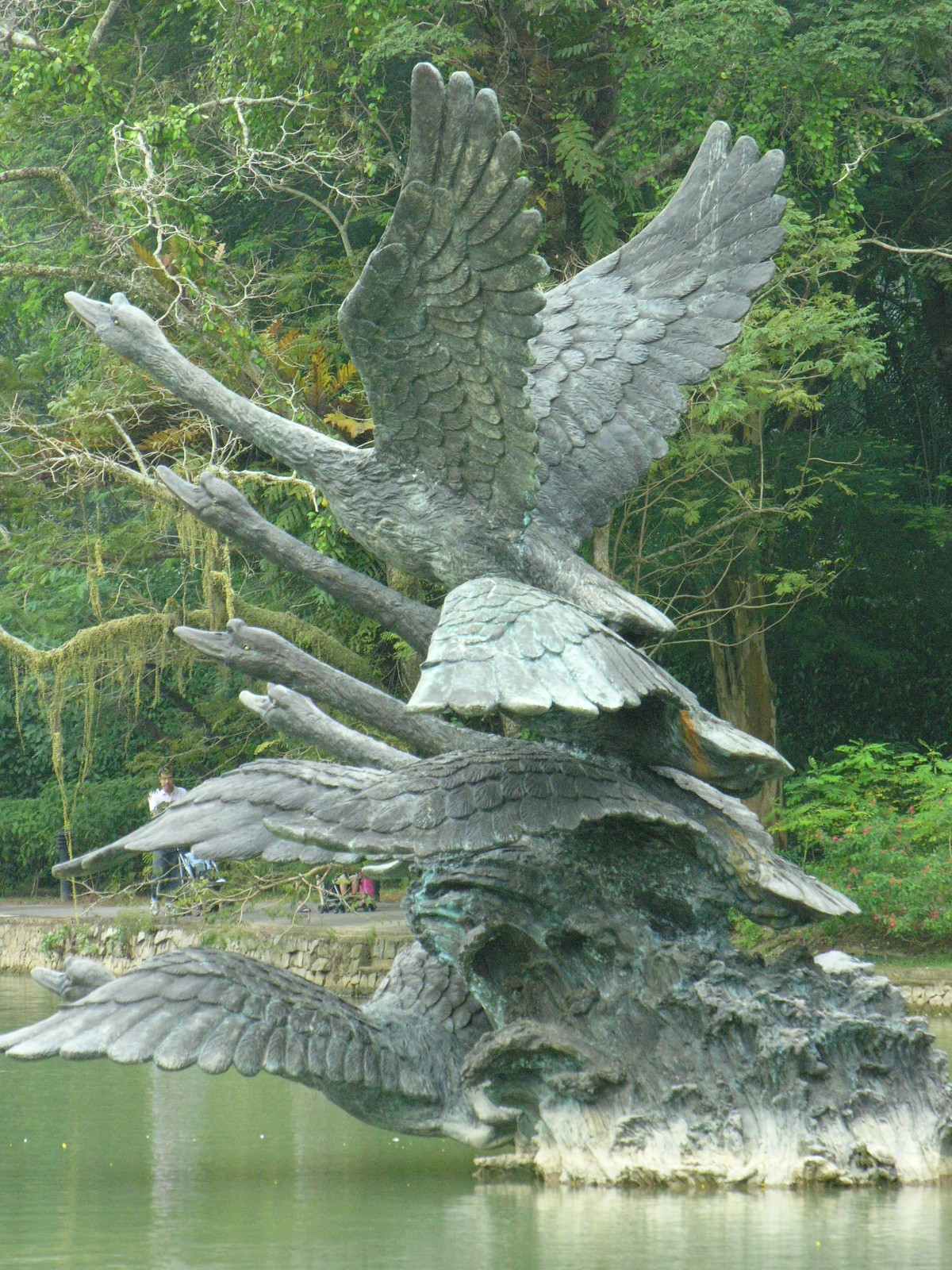
Flight of Swans (Thiên nga bay) là tác phẩm điêu khắc vào tháng 5 năm 2006 tại Hồ Thiên nga.
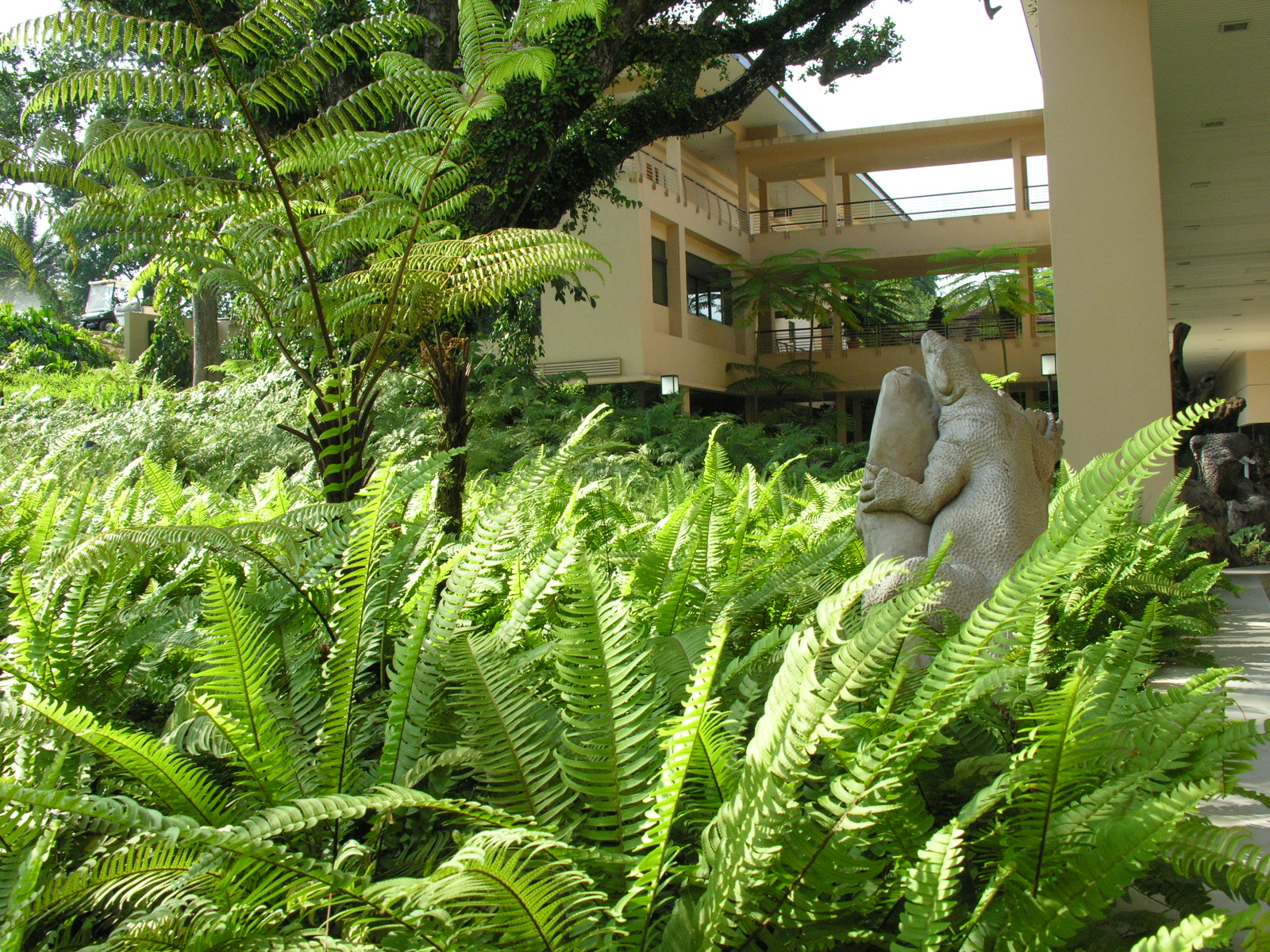
Khối Trung tâm Thực vật học, một cái nhìn từ Mù u với những tác phẩm điêu khắc nằm rải rác xung quanh.
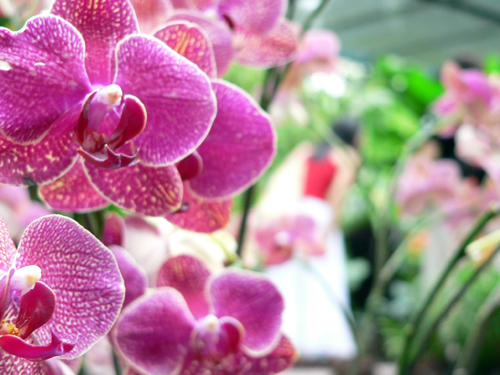
Vườn Lan Quốc gia
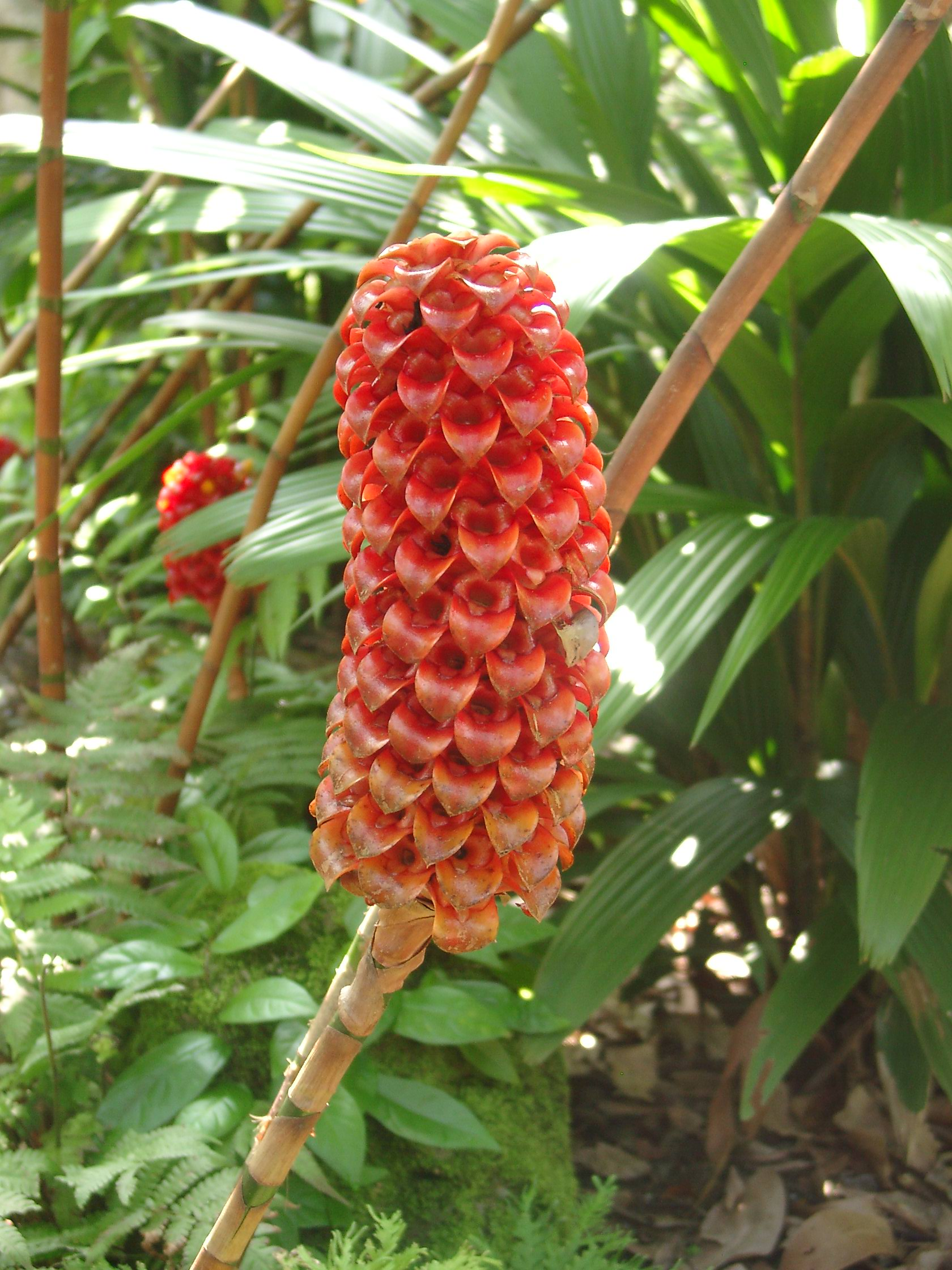
Vườn gừng
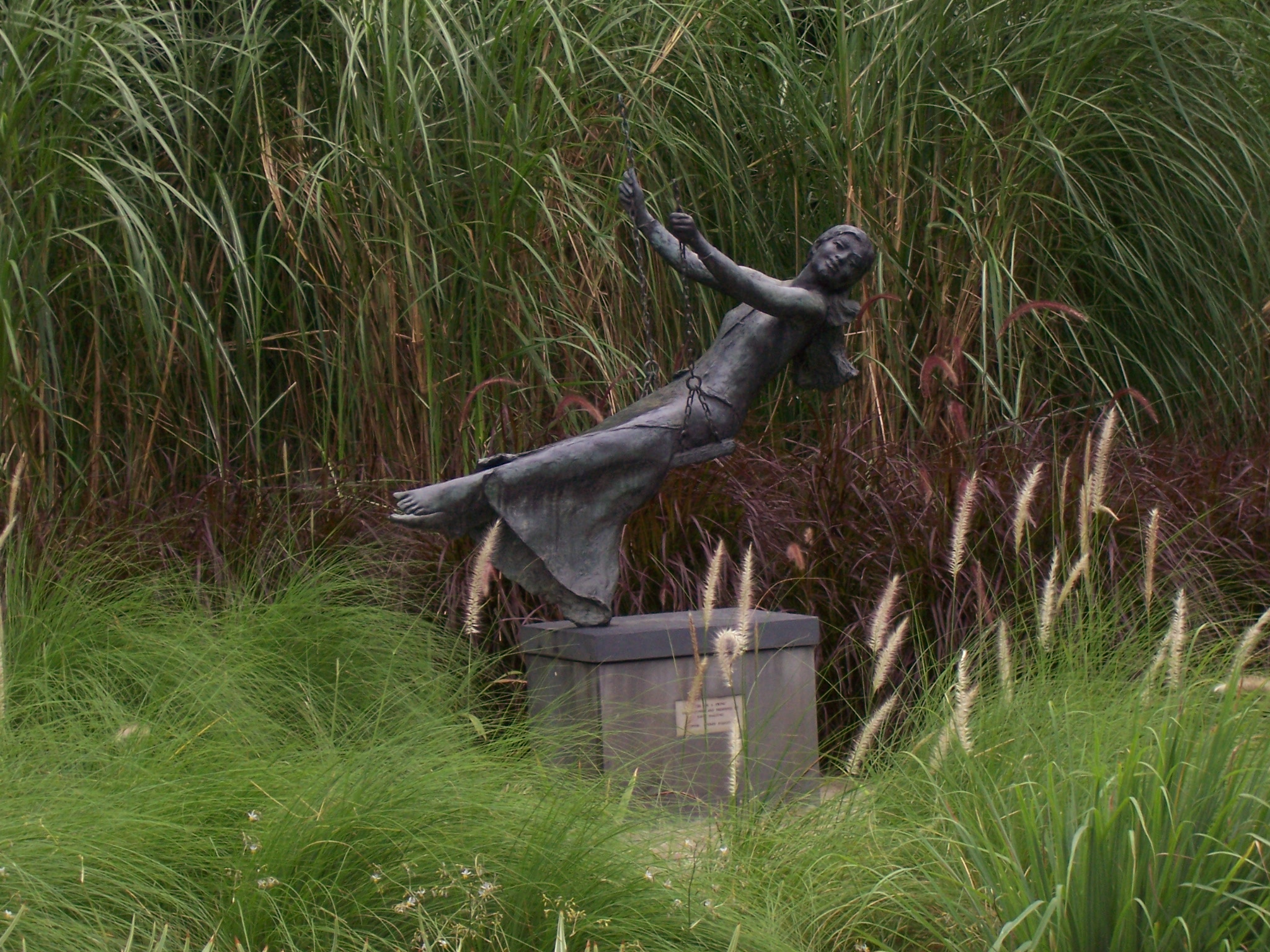
Girl on a Swing (1984), một bức tượng bằng đồng của nhà điêu khắc người Anh Sydney Harpley